# Jenny Hengler
Jenny Louise Hengler, posteriormente conocida como Jenny Kamienski, (Lewes, 23 de marzo de 1849-Paddington, 16 de abril de 1935) fue una acróbata ecuestre británica, que trabajó en el Hengler's Circus perteneciente a su familia, del que llegó a ser la artista principal antes de mudarse a Estados Unidos en la década de 1880.

## Trayectoria

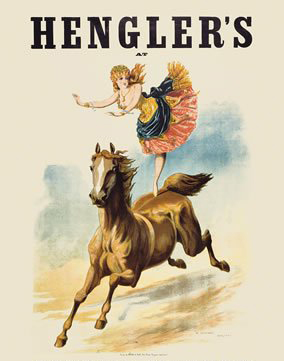
Jenny Hengler

Perteneciente a una familia de artistas de circo, su padre fundó el Hengler's Circus en 1847. El primero de los edificios en los que se estableció de forma permanente en 1857 fue en Liverpool y después estuvo en otras localizaciones durante los siguientes 15 años.
En 1857 se registró su aparición en una pantomima de Bradford. Era muy conocida como jinete y acróbata ecuestre, por la calidad de su forma de montar, que se consideraba el modelo a la hora de juzgar cómo montaban los demás.  En 1871 apareció en la portada del Periódico Ilustrado. Se convirtió en la estrella del momento en Londres en 1873.
En 1974 se casó con Waldemar Alexander Oscar Kamienski, que había sido jinete en el circo desde 1869 y actuó en Hengler's Circus con el nombre artístico de "Alexander Oscar". En la década de 1880 se trasladó con su marido a Estados Unidos, instalándose en Astoria, Long Island. Tuvo tres hijos, Walter, Albert y Beatrice.

## Reconocimientos
Un pub de Glasgow en Sauchiehall Street lleva el nombre de "The Hengler's Circus" en honor al circo de la familia. Jenny Hengler aparece en varios de los paneles informativos del interior.